# الانتخابات العامة الأردنية 1989
أقيمت الانتخابات العامة في الأردن في 8 تشرين الثاني 1989، وكانت الأولى منذ عام 1967. وبسبب حظر عمل الأحزاب السياسية آنذاك، خاض جميع المرشحين البالغ عددهم 647 مرشحًا الانتخابات كمستقلين، على الرغم من أن 22 من 80 مرشحًا ناجحا كانوا أعضاء في جماعة الإخوان المسلمين. بلغ اقبال الناخبين على الانتخابات 53.1%.